# Nemoria spatha
Nemoria spatha är en fjärilsart som beskrevs av Debauche 1937. Nemoria spatha ingår i släktet Nemoria och familjen mätare. Inga underarter finns listade i Catalogue of Life.